# Supaplex
Supaplex ist ein von Philip Jespersen und Michael Stopp entwickeltes Computerspiel. Es wurde 1991 veröffentlicht und von Digital Integration vertrieben.
Das Spielprinzip ist an das 1984 erschienene Boulder Dash angelehnt, enthält aber neuartige, eigene Elemente.

## Geschichte
Die Supaplex-Entwickler und Schulfreunde Michael Stopp und Philip Jespersen begannen ihre Arbeit am Spiel im Jahr 1988. Zunächst unter dem Namen Think! wollten sie so eine eigene Boulder-Dash-Version für den Amiga schreiben, die zudem auf eine einzige Diskette passen sollte.
Nach der Fertigstellung kam die Idee auf, mit dem Spiel Geld zu verdienen. Die Spielemacher von Digital Integration bekundeten Interesse und kauften die Rechte am Spiel, obwohl sich die Entwickler eher mit Flugsimulationen beschäftigten. Der Name des Spiels wurde in den heute bekannten geändert, da Think! bereits in einem anderen Spiel verwendet wurde. Neben der Amiga-Version wurde das Spiel auch für MS-DOS verkauft. Zur Bewerbung und Vermarktung wurde eine wenige Level umfassende Demoversion an diverse Spielezeitschriften verschickt.
Seit 1994 ist das Spiel Freeware und steht als Download zur Verfügung, nach dem Maarten Egmond auf das Spiel aufmerksam wurde und ihm die kostenlose Verbreitung gestattet wurde. Herman Perk stellte ihm seinen SpeedFix zur Verfügung, da sich die Computerleistungen seit Erscheinen des Spiels rasant entwickelt hatten und Supaplex dadurch oftmals zwei Mal zu schnell lief.

## Spielprinzip
Supaplex enthält 111 Level, welche einzeln nacheinander durchgespielt werden müssen. Der Schwierigkeitsgrad steigert sich zunehmend, es können jedoch insgesamt 3 Level übersprungen werden. Im Gegensatz zu Boulder Dash gibt es im Spiel keine Zeitlimits.
Der Spieler steuert in jedem Level Murphy, der Infotrons einsammeln muss. Wurde eine bestimmte Anzahl gesammelt, kann der Ausgang zum erfolgreichen Abschließen des Spielabschnitts aktiviert werden.
Dazwischen liegen jedoch meist zahlreiche Hindernisse und Aufgaben, die der Spieler lösen muss. Den Felsbrocken aus Boulder Dash entsprechen Zonks, daneben bewegen sich Sniksnaks und Electrons als Gegner durch die Spielwelt. Die Entwickler führten auch neuartige Spielelemente ein – zum Beispiel ferngesteuert explodierende Discs. In einigen Spielabschnitten wirkt auf Murphy eine Gravitationskraft, der nur durch das Bewegen
auf festen Elementen oder durch oft große Flächen füllende Bases entgangen werden kann.
Supaplex war das erste in der langen Reihe der an Boulder Dash angelehnten Spiele, in dem die Position der Spielelemente nicht vollständig auf dem Spielgitter basierte. So steuerten bewegliche Elemente „flüssig“ durch die Spielwelt oder konnten präziser kontrolliert werden. Dieses Verhalten führte jedoch auch zu einigen bekannten Bugs, sodass Elemente manchmal zwischen Feldern hängen blieben. Einige von Spielern erstellte Level konnte man nur durch gekonntes Ausnutzen solcher Fehler erfolgreich absolvieren.

## Rezeption
In der Zeitschrift Amiga Joker bekam Supaplex im Januar 1992 nur eine durchwachsene Bewertung. Redakteur Carsten Borgmeier bemängelte insbesondere, dass sich das Spiel nur unwesentlich von den ‚Originalen‘ Boulder Dash und Emerald Mine abhebe. Auch Grafik, Sound und Spielsteuerung wurde kritisiert.

„Supaplex ist daher auch kein hundertprozentiges Plagiat, sondern bloß ein fünfundneunzigprozentiges – immerhin taucht da und dort mal ein neues Feature auf. Andererseits existiert hier nicht mal ein Zwei-Spieler-Modus, Grafik und Sound sind von ergreifender Schlichtheit, und die Steuerung ist ein bisschen hakelig.“

In englischsprachigen Amiga-Zeitschriften bekam Supaplex hingegen überwiegend gute Bewertungen. Die britische Amiga Action beispielsweise erkannte zwar auch starke Ähnlichkeiten zu den Vorgängern, bewertete das Spiel aber dennoch als fesselnden Nachfolger mit deutlichen Verbesserungen – auch wenn die Grafik unter den Möglichkeiten zurückbleibe. Die CU Amiga lobte das abwechslungsreiche Leveldesign und den Spielumfang.

„[...] and to be honest it does rely on Boulderdash very heavily for its inspiration. Having said that it is a very addictive game. The programmers have managed to improve on its predecessor and have beefed up the gameplay considerably. I only have two criticisms. The graphics aren't as a good as they could have been and the price is a little high [...]“

„[...] und um ehrlich zu sein: Es ist sehr stark von Boulderdash inspiriert. Abgesehen davon ist es aber ein sehr fesselndes Spiel. Die Programmierer haben es geschafft, den Vorgänger zu übertreffen und das Gameplay deutlich aufzupeppen. Ich habe nur zwei Kritikpunkte. Die Grafik ist nicht so gut, wie sie hätte sein können, und der Preis ist ein bisschen hoch [...]“

## Angelehnte Spiele und Adaptionen
Einige Spieler und Fans („Supaplexer“) programmierten eigene Versionen des Spiels nach, sodass diese auch auf neuen Computern oder unter neuen Betriebssystemen spielbar sind. Oft orientieren sich die Spiele komplett am Original-Spiel, teilweise wurden aber auch neue Spielelemente eingeführt, ohne den Spielcharakter zu verändern.

### Megaplex
Eine unter Windows spielbare Version des Spiels erschien als Freeware unter dem Namen Megaplex, programmiert von Frank Schindler und erweitert von Paulo Matoso. Enthalten sind die 111 Originallevel ebenso wie ein Leveleditor und die Möglichkeit, eigene Demos aufzunehmen oder abzuspielen. Da Megaplex auf dem Originalcode des SpeedFix basiert, ist das Spiel kompatibel zu Supaplex-Levelpaketen und -Demoaufnahmen.
Informationen zu Spielständen existieren nicht in den Beta-Versionen, da alle Level von Beginn an zugänglich sind und nicht nacheinander freigespielt werden müssen. Erst 2012 hat Paulo Matoso aus Portugal die erste offizielle Release-Version 1.0 fertiggestellt, inklusive Spielständen.

### Infotron
Infotron ist eine Supaplex-Adaption für den Macintosh aus dem Jahr 1995. Das Programm steht frei zum Download zur Verfügung.

### Igor
Das Spielprinzip von Igor ist stark an Supaplex angelehnt, es gibt jedoch zahlreiche neue Spielelemente. Seit dem Erscheinen im November 2002 wurden immer wieder Patches veröffentlicht, die kleinere Fehler behoben oder das Spiel um neue Level erweiterten.
Igor ist keine Freeware, es wird aber eine Demoversion zum Download angeboten.

### Sonstige
Es existieren zahlreiche weitere Spiele, die das Spielprinzip von Supaplex kopieren. Beispiele hierfür sind WinPlex, New Supaplex oder Supaplex 3000. Für Android-basierte mobile Geräte gibt es eine kosten- und werbefreie „Supaplex“-App. Ebenfalls für Android wird die Adaption DroidPlex! angeboten.